# Anders Malling
Anders Christopher Malling, född 25 februari 1896 i Randers, död 1 mars 1981 i Sorø, var en dansk präst i Brøns, psalmforskare och under 1930-talet en framstående medlem av Danmarks Nationalsocialistiske Arbejderparti. Han blev senare partiledare i Dansk Folkefællesskab. Han lämnade dansk politik 1940 och var inte aktiv nazist under den tyska ockupationen av Danmark. Under sin aktiva tid som nazistisk politiker gav han 1935 ut boken Nationalsocialismen og Kirken.
Efter kriget sysselsatte sig Malling i första hand med psalmforskning och satt från 1945 till 1952 i Salmebogskommissionen, den danska Psalmbokskommittén som utarbetade 1953 års danska psalmbok. År 1960-1978 gav han ut det omfattande verket Dansk salmehistorie I-VIII. År 1961 blev han riddare av Dannebrogorden.
Malling föddes som son till trädgårdsmästaren Andreas Christopher Malling (1830-1899) och hans hustru Jensine Simonsen (1864-1940). 4 september 1921 gifte han sig i S:t Morten kirke i Randers med Johanne Henckel Bachmann, dotter till bokhandlaren Johannes Bachmann (1857-1937) och hans hustru Anna Mollerup (1865-1913).

## Utmärkelser och ledamotskap
- 1961: riddare av Dannebrogorden

### Översättning
Den här artikeln är helt eller delvis baserad på material från danskspråkiga Wikipedia.

### Webbkällor
- Biografi i Dansk Biografisk Leksikon